# Сольфатары

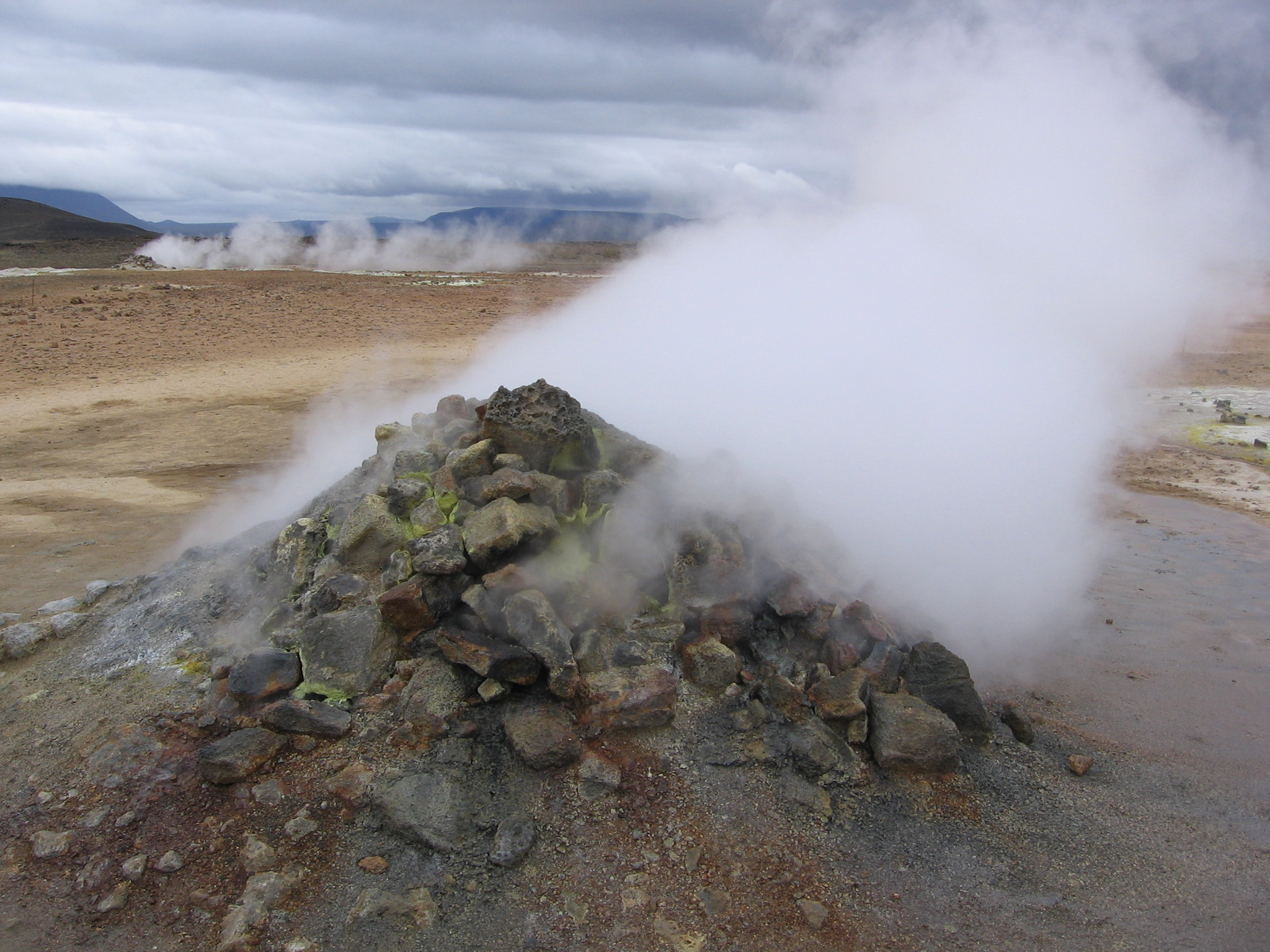
Сольфатары в исландском вулкане.

Сольфата́ры (от итал. solfo — сера) — испарения сернистого газа и паров воды с примесью углекислого газа, сероводорода и других веществ, выделяющиеся из трещин и каналов на стенках и дне вулканического кратера, а также на склонах вулканов. Температура сольфатар достигает 100—300°С.
Это явление характерно для потухших или близких к этому вулканов; как и фумаролы и гейзеры, сольфатары являются примером вторичной вулканической активности.